# Geología de Nueva Zelanda

El continente de Zelanda

La geología de Nueva Zelanda es destacada por su actividad volcánica, terremotos y áreas geotérmicas debido a su posición en la frontera de la placa australiana y placa del Pacífico.
Mucho de la roca del basamento de Nueva Zelanda fue parte del continente de Gondwana, junto con América Del sur, África, Madagascar, India, Antártida y Australia. Las rocas que ahora formar el continente de Zelanda estaban enclavadas entre el este de Australia Oriental y la Antártida Occidental.

## Rocas del basamento

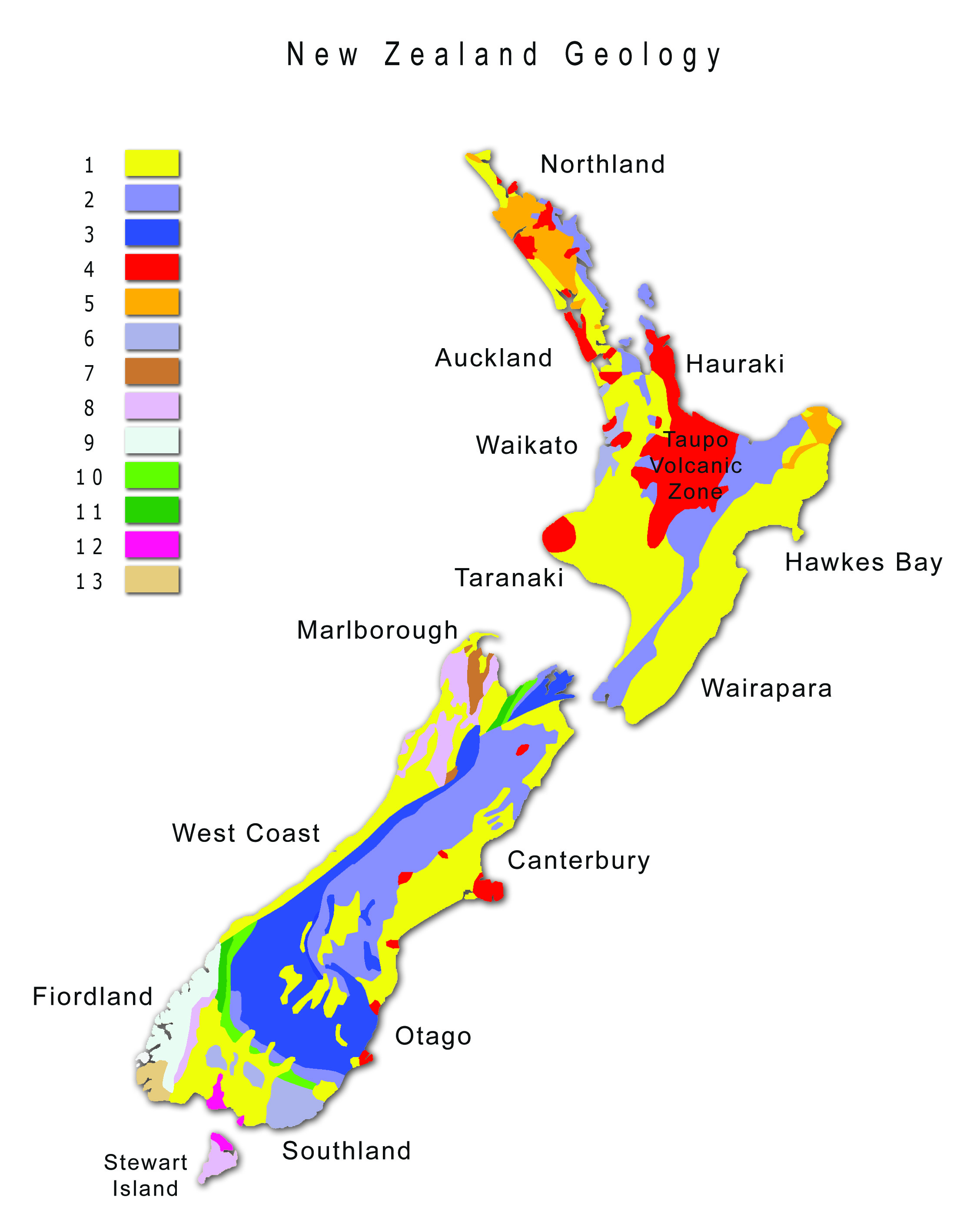
Mapa geológico de Nueva Zelanda. Simbología: 1=Sedimentos (Cretácico y Cenozoico); 2=Grauvaca (Pérmico y Triásico); 3=Esquisto (Carbonífero a Cretácico); 4=Rocas volcánicas (Cretácico y Cenozoico); 5= Sedimentos y ofiolitas (Northland y West Coast) (Cretácico y Oligoceno); 6=Rocas piroclásticas (Triásico y Jurásico); 7=Caliza, clastos y rocas volcánicas de la zona sedimentaria central y oriental (Cámbrico a Devónico); 8=Granitoides (Paleozoico y Cretácico); 9=Zona metamórfica del oeste de Fiordland (Paleozoico y Cretácico); 10=Ofiolitas y piroclastos (Pérmico); 11=Rocas volcánicas (incluyendo piroclastos) (Pérmico); 12=Complejos máficos y ultramáficos (Paleozoico y Cretácico); 13=Grauvaca de la zona sedimentaria occidental (Cámbrico a Ordovícico)

Las rocas más antiguas de Nueva Zelanda datan de mediados de Cámbrico (510 Ma), aunque existen rocas más viejas en las Islas de Auckland. Las rocas inferiores (basamento) están divididas en la «Provincia Occidental», formadas principalmente de granitos y gneises, y una «Provincia Oriental», formada principalmente de grauvacas y esquistos. Las provincias se dividen en terranos: grandes sectores de corteza con diferentes historias geológicas que ha sido unidas por una actividad tectónica (subducción y falla de cizalla) para formar Nueva Zelanda.
Las rocas del basamento plutónico se subdividen en los batolitos Hohonu, Karamea, Median y Paparoa, que se solidificaron a partir del magma en las profundidades de la corteza. Estas rocas forman los cimientos debajo de la costa de Taranaki, y de la costa oeste, Buller, Northwest Nelson, Fiordland y Stewart Island. La mayoría de los granitos de Nueva Zelanda se formaron entre el Devónico y el Carbonífero (380-335 Ma) y entre el Jurásico y el Cretácico (155-100 Ma). Estas rocas se pueden correlacionar con rocas similares en el este de Australia.
Las rocas del basamento sedimentario se subdividen en los terraplenes Buller y Takaka de la provincia occidental, y los terranes de la provincia oriental Brook Street, Murihiku, Maitai, Caples, Torlesse Composite (Rakaia y Pahau) y Waipapa Composite (Morrinsville y Hunua). Las rocas sedimentarias de la Provincia Occidental forman los cimientos debajo de la porción noroeste de la Isla Sur, al oeste de la Falla Alpina y Fiordland. Las rocas sedimentarias de la Provincia Oriental forman la base del resto de Nueva Zelanda. En su mayoría están compuestos de grauvacas junto con argilitas.
La falla alpina que corresponde a la línea de los Alpes del Sur ha separado unos 460 km las rocas del basamento que inicialmente estuvieron juntas. Por ejemplo, Nelson y Southland estuvieron juntas en su origen, al igual que Marlborough y Otago.
En general, los terrenos sedimentarios del basamento son más jóvenes de oeste a este en todo el país, ya que los terrenos más modernos fueron raspados de la placa paleopacífica subducida e incorporados en los márgenes de Gondwana durante cientos de millones de años.
Los terranes Buller y Takaka de la Provincia Occidental se formaron en la época cambriano-devoniana (510-400 Ma) y contienen la grauvaca más antiguo de Nueva Zelanda.
El Batolito mediano representa un batolito de larga vida que divide las provincias occidentales y orientales, y antes de la separación de Gondwana, se extendía desde Queensland, a través de lo que ahora es Nueva Zelanda, hacia la Antártida Occidental. Marca el sitio de una antigua zona de subducción en el borde de Gondwana.
El Arco Central Terranes (Brook Street, Murihiku y Maitai Terranes) es de edad Carbonífero-Jurásico (310-165 Ma) y se cree que está relacionado con antiguos arcos volcánicos. Contiene areniscas y lutitas derivados de roca volcánica, y algunos de calizas. El terreno de Brook Street contiene fósiles de Glossopteris, que unen a Nueva Zelanda con Gondwana. El terreno de Maitai incluye el Cinturón de Ophiolite Dun Mountain, que contiene rocas ultramáficas serpentinizadas oscuras. Estas rocas forman una línea (dividida por la Falla Alpina) a lo largo de todo el país que puede ser detectada por la anomalía magnética que produce. Las ofiolitas son láminas de corteza oceánica y magma que se han desprendido de una placa de subducción y se han introducido en la corteza continental por encima de la zona de subducción.
Los terraplenes Caples, Torlesse Composite (Rakaia y Pahau) y Waipapa Composite (Morrinsville y Hunua) se formaron en el Carbonífero-Cretácico (330-120 Ma). Gran parte de las rocas se depositaron como ventiladores submarinos. Tienen diferentes orígenes, como lo demuestran las diferentes composiciones químicas y diferentes fósiles.
Muchas rocas en la Provincia Occidental (Paparoa, Fiordland y Stewart Island) se han metamorfizado en gneis. Muchas rocas en la Provincia Oriental se han metamorfizado en esquistos, debido a la exposición a altas presiones y temperaturas. Las rocas clasifican continuamente desde el grauvaco (por ejemplo, en Canterbury) hasta el esquisto de alta ley (por ejemplo, alrededor del límite de Caples-Torlesse en Otago y Marlborough, y las rocas de Torlesse justo al este de la falla alpina).
Consulte el mapa GNS de las bases geológicas de Nueva Zelanda.

## Separación de Gondwana
Nueva Zelanda y Nueva Caledonia representan la parte visible de una porción de la corteza continental, generalmente conocida como Zelandia. El resto de Zelanda incluye la meseta Challenger y Lord Howe Rise, que se extienden desde el noroeste de Nueva Zelanda hasta casi el norte de Australia, y Campbell Plateau y Chatham Rise, al sureste de Nueva Zelanda.
El fragmento continental de Australia y Nueva Zelanda de Gondwana se separó del resto de Gondwana a finales del Cretácico (95-90 Ma). Luego, alrededor de 83 Ma, Zealandia comenzó a separarse de Australia formando el mar de Tasmania, principalmente se separa del sur. Hacia el 75 Ma, Zelanda estaba esencialmente separada de Australia y la Antártida, aunque solo los mares poco profundos podrían haber separado Zelanda y Australia en el norte. Las masas continentales continuaron separándose hasta los tiempos del Eoceno temprano (53 Ma). El mar de Tasmania, y parte de Zelanda luego se unieron con Australia para formar la placa australiana (40 Ma), y se creó un nuevo límite de placa entre la placa australiana y la placa del Pacífico. Zelanda terminó en un punto de pivote entre las placas del Pacífico y Australia, con la difusión en el sur, y la convergencia en el norte, donde la placa del Pacífico fue subducida debajo de la placa australiana. Se creó un precursor del arco de Kermadec. La parte convergente del límite de la placa se propagó a través de Zelanda desde el norte, formando finalmente una falla protoalpina en tiempos del Mioceno (23 Ma). Las diversas crestas y cuencas al norte de Nueva Zelanda se relacionan con las posiciones previas del límite de la placa.

## A horcajadas de un límite de placa

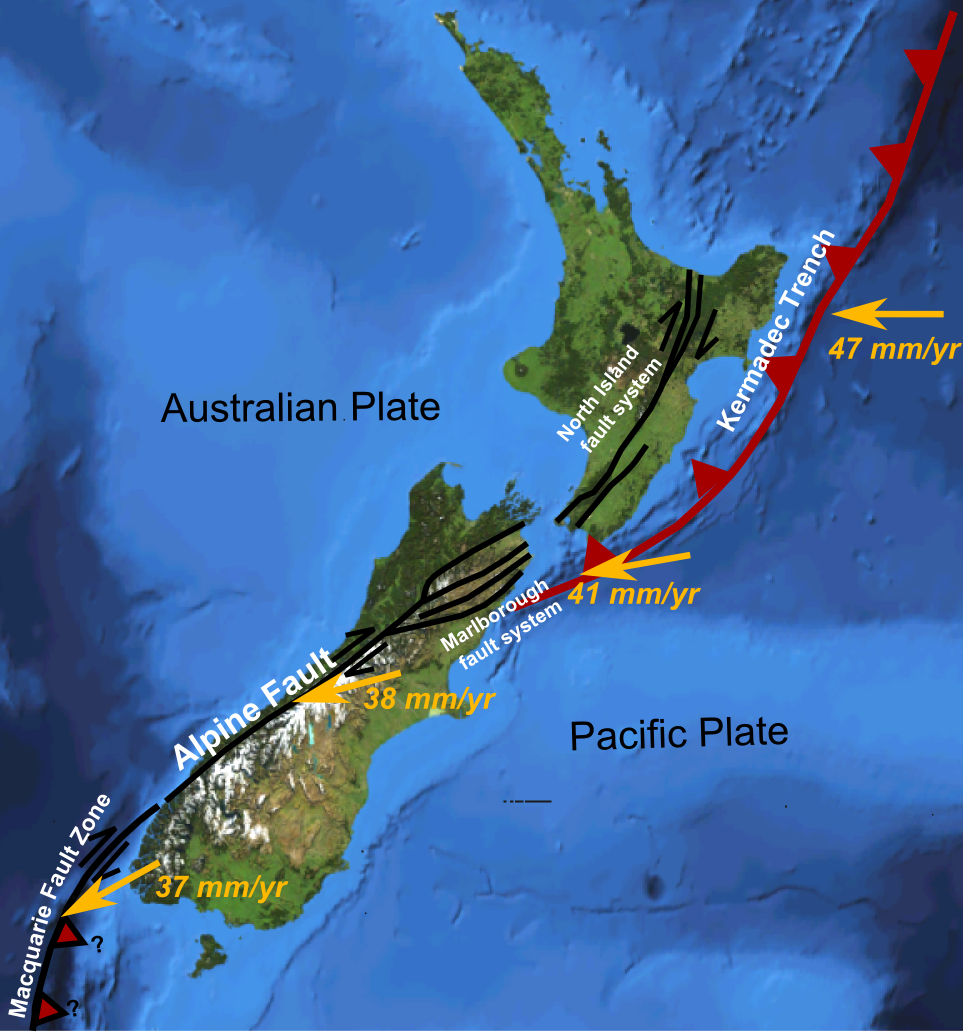
Principales zonas de fallas activas de Nueva Zelanda que muestran la variación en el vector de desplazamiento de la placa del Pacífico con respecto a la placa australiana a lo largo del límite

Nueva Zelanda se encuentra actualmente a caballo en el límite convergente entre las placas del Pacífico y Australia. La Placa del Pacífico está subducida bajo la Placa Australiana desde alrededor de Samoa y Tonga en el norte, pasando por la Fosa de Tonga, la Fosa de Kermadec y el Canal Hikurangi al este de la Isla Norte de Nueva Zelanda, hasta el estrecho de Cook, y los estrechos de Marlborough y Región de Kaikoura. A través de la mayor parte de la Isla Sur, las placas se deslizan una sobre la otra, con una ligera obducción de la Placa del Pacífico sobre la Placa Australiana, formando la Falla Alpina y los Alpes del Sur. Desde Fiordland hacia el sur, la placa australiana se subduce debajo de la placa del Pacífico formando la fosa de Puysegur .
Con el tiempo, la posición del límite de la placa se ha alterado. Alrededor de 23 Ma, el límite de placa convergente formó Northland. Alrededor de 10 Ma, se formaron las cordilleras Coromandel. La actividad se ha movido más hacia el este, generando la Cordillera y Zanja Kermadec y la zona volcánica de Taupo. Los Alpes del Sur son bastante recientes y sólo se formaron en los últimos 10 millones de años.

## Movimiento de tierra
Debido a que Nueva Zelanda se extiende a ambos lados de un límite de placa, es tectónicamente activa. La placa del Pacífico está colisionando con la placa australiana a una velocidad de aproximadamente 40 mm / año.
La costa este de la Isla Norte está siendo comprimida y levantada por esta colisión, produciendo la Isla Norte y los Sistemas de Fallas de Marlborough. La costa este de la Isla Norte también está girando en el sentido de las agujas del reloj, en relación con Northland, Auckland y Taranaki, estirando la Bahía de Plenty y produciendo el Hauraki Rift (Hauraki Plains y Hauraki Gulf) y Taupo Volcanic Zone.
La Costa Este de la Isla Sur se desliza oblicuamente hacia la Falla Alpina, en relación con Westland, haciendo que los Alpes del Sur aumenten unos 10 mm / año (aunque también se desgastan a un ritmo similar).
Hauraki Plains, Hamilton, Bay of Plenty, Marlborough Sounds y Christchurch se están hundiendo. Los sonidos de Marlborough son conocidos por sus cadenas montañosas hundidas. Cuando Wellington se eleva y Marlborough se hunde, el Estrecho de Cook se desplaza hacia el sur.

## Terremotos
Los terremotos profundos se originan en la placa subducida. Debido a que la Placa del Pacífico está subducción bajo el lado este de la Isla Norte, hay frecuentes terremotos profundos al este de una línea desde la Bahía de Plenty hasta Nelson (el borde aproximado de la placa subducida), con los terremotos siendo más profundos hacia el oeste, y menos profundo hacia el este. Debido a que la Placa Australiana está subduciendo debajo de la Placa del Pacífico en Fiordland, hay frecuentes terremotos profundos cerca de Fiordland, con los terremotos siendo más profundos hacia el este y menos profundos cerca del oeste. Hay pocos terremotos profundos a lo largo de los Alpes del Sur, porque los dos lados se deslizan uno sobre el otro.
Los terremotos poco profundos son causados por tensiones en la placa superior. Los terremotos poco profundos están más extendidos y se producen en casi todas partes de Nueva Zelanda (especialmente en Bay of Plenty, East Cape en Marlborough y Alpine Fault). Sin embargo, Northland, Waikato y Otago son relativamente estables. Canterbury había estado sin un gran terremoto en la historia registrada hasta el terremoto de 7,1 Mw en Canterbury el 4 de septiembre de 2010.

## Alóctonos de Northland y Cabo del Este
Un alóctono es una gran masa de rocas que se formaron en otro lugar, y se deslizó sobre otra (en otras palabras, el material de un enorme deslizamiento de tierra). Gran parte de la tierra de Northland y East Cape se crearon de esta manera. Hace alrededor de 25-22 Ma, Northland y East Cape estaban adyacentes, con East Cape cerca de Whangarei. Northland-East Cape era una cuenca submarina. Gran parte de la tierra que ahora forma Northland-East Cape era tierra más alta hacia el noreste (compuesta de rocas formadas 90-25 Ma). El límite de la placa del Pacífico-Australia estaba más al noreste, con la placa del Pacífico subducción bajo la placa de Australia. Capas de rocas se desprendieron de la tierra más alta, de arriba hacia abajo, y se deslizaron hacia el sudoeste bajo la influencia de la gravedad, para apilarse hacia arriba, pero en orden inverso. Las últimas rocas que se deslizaron fueron las losas de corteza oceánica, principalmente de basalto. La actividad volcánica generalizada también ocurrió (23-15 Ma) y se entremezcla con las rocas extrañas. El Cabo Oriental se separó más tarde de Northland y se movió más al sur y al este a su posición actual.

## Cuencas sedimentarias
Gran parte de Nueva Zelanda estaba baja alrededor de la mitad del Eoceno-Oligoceno (40-23 Ma). Los pantanos se extendieron, formando carbón. La tierra disminuyó aún más, y los organismos marinos produjeron depósitos de caliza. Calizas del Oligoceno-Mioceno temprano se formaron en muchas áreas, incluida King Country, conocido por la cueva Waitomo Glowworm. En la Isla Sur, la caliza está presente en Buller, Nelson y la costa oeste, incluidas las rocas Pancake en Punakaiki en el Oligoceno y el Mioceno temprano (34-15 Ma). Muchos de los depósitos de piedra caliza de Nueva Zelanda se formaron en mares relativamente fríos.

## Actividad volcánica

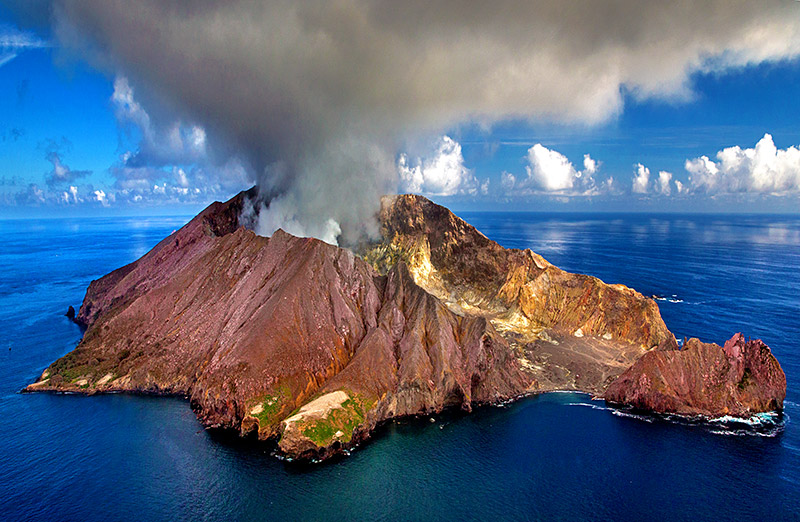
Erupción de Whakaari en Isla White, el volcán más activo de Nueva Zelanda.

Cuando una placa es subducida bajo otra placa, causa la fusión en el manto, la capa de la tierra debajo de la corteza, y produce un arco volcánico, compuesto principalmente de volcanes andesíticos y riolíticos en Nueva Zelanda, pero a menudo varían ampliamente en composición dependiendo de el tipo de arco isleño Las erupciones andesíticas tienden a formar estratovolcanes empinados, que incluyen montañas como Ruapehu, Tongariro y Taranaki, islas como Little Barrier, White y Raoul Islands, o montes submarinos como Monowai Seamount. Las erupciones riolíticas con grandes cantidades de agua tienden a causar erupciones violentas, produciendo calderas, como el lago Taupo y el lago Rotorua. Los volcanes basálticos tienden a formarse en puntos calientes dentro de la placa. Las erupciones basálticas tienden a ser bastante plácidas, produciendo conos de escoria y flujos de lava, como los conos volcánicos en el campo volcánico de Auckland, aunque la violenta erupción del Monte Tarawera en 1886 fue una excepción.
La Isla Sur no tiene volcanes actualmente activos. Sin embargo, a finales del Cretácico (100-65 Ma), hubo actividad volcánica generalizada en Marlborough, Costa Oeste, Canterbury y Otago; y en el Eoceno (40 Ma), hubo actividad volcánica en Oamaru. Los centros volcánicos más conocidos del Mioceno son las penínsulas de Otago y Banks. La península de Otago, cerca de Dunedin, fue construida por una serie de erupciones volcánicas intraplaca principalmente basálticas en el Mioceno (16-10 Ma). Esto ha resultado en la formación de Port Chalmers. La península de Banks cerca de Christchurch se construyó a partir de dos volcanes intraplaca principalmente basálticos en tiempos del Mioceno (12-6 Ma y 9.5-7.5 Ma), correspondientes a los puertos de Lyttelton y Akaroa. Las Islas Solander de Southland estuvieron activas hace alrededor de 1 a 2 millones de años.
La Isla Norte alberga volcanes antiguos, que todavía están activos. Con el tiempo, la actividad volcánica se ha movido hacia el sur y el este, ya que el límite de la placa se movió hacia el este, y el lugar donde la subducción cambió de la Placa del Pacífico a la Placa de Australia se movió hacia el sur.
Un arco volcánico se activó al oeste de la tierra actual en Northland en el Mioceno (23 Ma), y gradualmente se movió hacia el sur hasta New Plymouth, donde Taranaki todavía está activo. Produjo principalmente estratovolcanes andesíticos. Los volcanes de Northland incluyen los volcanes que produjeron la meseta de Waipoua (sitio del bosque de Waipoua, con grandes árboles Kauri) y el volcán Kaipara.
El volcán Waitakere (22-16 Ma) se ha erosionado principalmente, pero el conglomerado del volcán forma las cordilleras Waitakere, y produjo la mayor parte del material que forma las piedras areniscas y mudstones Waitemata. Lahars produjo el grosero Parnell Grit.
Los volcanes visibles notables en el Waikato incluyen Karioi y Pirongia (2.5 Ma). Taranaki es un estratovolcán andesítico perfectamente formado, que estalló por última vez en 1755.
Los volcanes de la costa oeste de la Isla Norte, junto con Taranaki y el Centro Volcánico Tongariro, son responsables de la arena de hierro negro en muchas de las playas entre Taranaki y Auckland.
Poco después (18 Ma), un arco volcánico se desarrolló más hacia el este para crear las cordilleras Coromandel y la cordillera submarina de Colville. La actividad inicial fue andesítica, pero más tarde se convirtió en riolítica (12 Ma). En el Valle de Kauaeranga, los tapones volcánicos permanecen, al igual que un lago de lava que ahora forma la cima de Table Mountain. Los sistemas geotérmicos activos, similares a los que ahora existen cerca de Rotorua, estuvieron presentes alrededor de 6 Ma, y produjeron los depósitos de oro y plata que luego se extrajeron en la fiebre del oro de Coromandel. Más tarde (5-2 Ma), la actividad volcánica se movió más al sur para formar la cordillera Kaimai.
Después de esto, la actividad se desplazó más hacia el este a la Zona Volcánica de Taupo, que se extiende desde el Centro Volcánico de Tongariro (Ruapehu y Tongariro), a través de Taupo, Rotorua, y hacia el mar para formar la Cordillera de Kermadec. La actividad se inició alrededor de 2 Ma, y continúa hasta el día de hoy. El Centro Volcánico Tongariro está compuesto por volcanes andesíticos, mientras que las áreas alrededor de Taupo y Rotorua son en gran parte riolíticas.
El Centro Volcánico Tongariro se desarrolló durante los últimos 275 000 años y contiene los conos volcánicos andesíticos activos de Ruapehu, Tongariro y Ngauruhoe (realmente un cono lateral de Tongariro). Ruapehu hace erupción aproximadamente una vez por década, y si bien las erupciones causan estragos en esquiadores, aviones y represas hidroeléctricas, las erupciones son relativamente menores. Sin embargo, el colapso repentino de la pared del cráter causó grandes problemas cuando generó un lahar en 1953, que destruyó un puente ferroviario y causó 151 muertes en Tangiwai. La última erupción significativa fue 1995-96. Ngauruhoe hizo su última erupción 1973-75.
El lago Taupo, el lago más grande de la Isla Norte, es una caldera volcánica responsable de las erupciones riolíticas una vez cada 1000 años. La erupción más grande en los últimos 65 000 años fue la cataclismica erupción de Oruanui hace 26 500 años, produciendo 530 kilómetros cúbicos de magma. La erupción más reciente, alrededor del 233 DC, también fue un evento importante, la mayor erupción en todo el mundo en los últimos 5000 años. La erupción causó un flujo piroclástico que devastó la tierra desde Waiouru hasta Rotorua en 10 minutos.
El centro volcánico de Okataina, al este de Rotorua, también es responsable de grandes erupciones riolíticas cataclísmicas. La última erupción, de Tarawera y el lago Rotomahana en 1886, fue una erupción relativamente menor, que se pensó que destruyó las famosas terrazas rosas y blancas, y cubrió gran parte del campo circundante en cenizas, matando a más de 100 personas. En 2017, los investigadores redescubrieron las ubicaciones de las Terrazas Rosa y Blanca usando una encuesta olvidada de 1859.
Muchos lagos alrededor de Rotorua son calderas de erupciones riolíticas. Por ejemplo, el lago Rotorua entró en erupción hace alrededor de 13 500 años.
Las primeras erupciones entre Taupo y Rotorua alrededor de 1.25 Ma y 1 Ma, fueron lo suficientemente grandes como para producir una lámina de ignimbrita que llegó a Auckland, Napier y Gisborne.
Vastos depósitos de piedra pómez generados por las erupciones en la Zona Volcánica de Taupo ocurren en todas las regiones centrales de la Isla Norte, Bay of Plenty, Waikato, King Country y Wanganui.
De vez en cuando, hay enjambres de terremotos dentro de una zona de la Zona Volcánica de Taupo, que duran años. Estos enjambres de terremotos indican que se está produciendo algún movimiento de magma debajo de la superficie. Si bien no han dado lugar a una erupción en los últimos tiempos, siempre existe la posibilidad de que se cree un nuevo volcán o un volcán inactivo que cobre vida.
White Island, en la Bahía de Plenty, es un volcán andesítico muy activo, en erupción con gran frecuencia. Tiene el potencial de causar un tsunami en la Bahía de Plenty, al igual que el volcán inactivo Isla Mayor.
Una línea de volcanes submarinos se extiende a lo largo de la Cordillera de Kermadec.
Las erupciones volcánicas basálticas intraplaca ocurrieron cerca de la Bahía de las Islas en Northland, en el Mioceno superior (10 Ma) y nuevamente más recientemente (0.5 Ma). El campo volcánico del sur de Auckland estuvo activo en el Pleistoceno (1.5-0.5 Ma). El campo volcánico de Auckland comenzó hace alrededor de 250,000 años, y todavía está activo. Incluye alrededor de 50 erupciones distintas, con la mayoría de los conos prominentes formados en los últimos 30 000 años, y la erupción más reciente, que formó la Isla Rangitoto, hace unos 600 años.

## Actividad geotérmica
La Zona Volcánica de Taupo es conocida por su actividad geotérmica. Por ejemplo, Rotorua y sus alrededores tienen muchas áreas con géiseres, terrazas de sílice, fumarolas, piscinas de barro, aguas termales, etc. Las áreas geotérmicas notables incluyen Whakarewarewa, Tikitere, Waimangu, Waiotapu, cráteres de la luna y Orakei Korako. La energía geotérmica se utiliza para generar electricidad en Wairakei, cerca de Taupo. Las piscinas calientes abundan en toda Nueva Zelanda.

## Nueva Zelanda en el último máximo glacial
Durante el último máximo glacial, los niveles globales del mar fueron aproximadamente 130 metros (430 pies) más bajos que los niveles actuales. Cuando esto sucedió, North Island, South Island y Stewart Island se unieron. Las temperaturas cayeron aproximadamente 4-5 °C. Gran parte de los Alpes del Sur y Fiordland estaban glaciares, pero el resto de Nueva Zelanda estaba prácticamente libre de hielo. La tierra al norte de Hamilton estaba cubierta de bosques, pero gran parte del resto de Nueva Zelanda estaba cubierta de hierba o arbusto.

## Riesgos geológicos
Nueva Zelanda sufre muchos peligros naturales, como terremotos, erupciones volcánicas e hidrotermales, tsunamis, deslizamientos de tierra e inundaciones.
El terremoto más severo fue un evento M8.2 en Wairarapa, en 1855, y la mayor cantidad de muertes (261) en un terremoto M7.8 en Hawkes Bay en 1931. El terremoto de Canterbury de 2010 provocó daños generalizados a la propiedad.; La réplica del M6.3 del 22 de febrero de 2011 (terremoto de Canterbury en 2011) resultó en 185 muertes. Más recientemente, el terremoto de Kaikoura M7.8 ocurrió poco después de la medianoche del 14 de noviembre de 2016 y mató a dos personas en el remoto área de Kaikoura al suroeste de Christchurch. Numerosas réplicas de M5.0 o más se extienden en una gran área entre Wellington y Culverden.
Los terremotos a lo largo de la costa este de la Isla Norte tienen el potencial de causar un tsunami, al igual que los terremotos en América del Sur.
La erupción más grave desde la época europea es la erupción de Tarawera en 1886. Sin embargo, hay muchos volcanes potencialmente peligrosos en la zona volcánica de Taupo. Incluso una pequeña erupción en Ruapehu podría causar la pérdida de electricidad en Auckland, debido a las cenizas en las líneas eléctricas, y en el río Waikato (que detiene la generación de energía hidroeléctrica).
Gran parte de la Isla Norte es empinada, y está compuesta de arcilla blanda conocida como papa, que fácilmente genera derrumbes.
Partes de Nueva Zelanda, especialmente Northland, Península Coromandel, Bay of Plenty, Gisborne y Manawatu pueden tener altas precipitaciones que pueden generar inundaciones de tierras de cultivo.

## Recursos geológicos
La arena de hierro es abundante en la costa oeste desde Taranaki hasta Auckland. El oro ha sido extraído en las cordilleras Coromandel y Kaimai (especialmente la mina Martha en Waihi), Westland, Otago central y Otago oriental (especialmente en la mina Macraes) y en la costa oeste de la isla sur.
El carbón ha sido extraído en Northland, Waikato, Taranaki, Nelson y Westland, Canterbury, Otago y Southland. La costa oeste contiene algunos de los mejores carbones bituminosos de Nueva Zelanda. Los depósitos de carbón más grandes se producen en Southland.
La única área en Nueva Zelanda con importantes yacimientos conocidos de petróleo y gas es la zona de Taranaki, pero muchas otras áreas mar adentro tienen el potencial para los depósitos.
La energía geotérmica se usa para generar electricidad en la Zona Volcánica de Taupo.

## Geólogos notables
- Charles Fleming, (9 de septiembre de 1916 - 11 de septiembre de 1987) estableció la cuenca de Wanganui como sitio clásico para estudiar niveles de mar pasado y climas.
- Julius von Haast, (1 de mayo 1824 - 16 de agosto de 1887) un geólogo alemán quién viajó a Nueva Zelanda en 1858, hizo un estudio de la geología en algunas áreas de la Isla Sur.
- James Hector (16 de marzo de 1834 - 6 de noviembre de 1907) un temprano geólogo de Nueva Zelanda.
- Ferdinand von Hochstetter (30 de abril de 1829 - 18 de julio de 1884) estableció la ciencia geológica en Nueva Zelanda.
- Patrick Marshall (1869 -1950), también un zoólogo, acuñó la línea de andesita de las placas e ignimbrite.
- Harold Wellman (1909 -1999) es notable para descubrir la Culpa Alpina que recorre la longitud entera de la Isla Sur.